# کارلو وکیونه
کارلو وکیونه (انگلیسی: Carlo Vecchione؛ زادهٔ ۲۷ ژوئن ۱۹۸۸) بازیکن فوتبال اهل ایتالیا است.
از باشگاه‌هایی که در آن بازی کرده‌است می‌توان به باشگاه فوتبال یوونتوس و باشگاه فوتبال کلرمون فوت اشاره کرد.